# URBAN UNION
URBAN UNION（アーバンユニオン）は日本のプロパルクールチーム。メディア出演や演出、ライブパフォーマンスから、パルクール人材のキャスティングなどのパルクールに関する専門業務を全般的に行なっている。パルクールに特化した映像制作も行なっている。

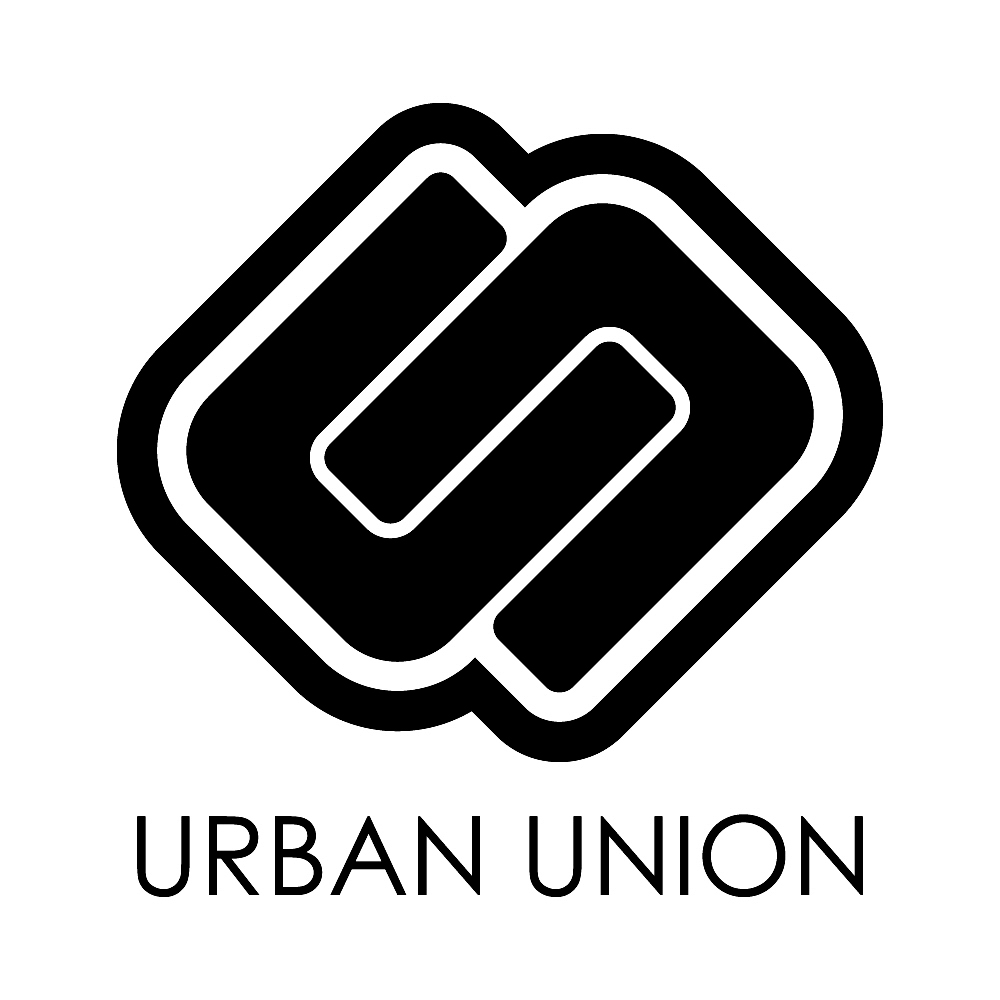
URBAN UNION®のロゴ

## 略歴
日本のパルクール界の第一人者である岡安旅人などが所属する日本トップレベルのプロパルクールチーム。2016年にディレクター兼カメラマンに福井崇志を迎えた映像作品の第1弾を公開。これをきっかけに注目され、様々なメディアで紹介を受けている。映画やCM、MVなどの映像作品でパルクールのアクションをメインに出演しており、今では多くの映像作品でコーディネートや演出まで手がけている。なお、福井崇志の手がけたURBAN UNIONとの共同制作映像作品は、SONY PROFESSIONAL MOVIE AWARDでノミネートされている。さらに、この映像作品は神戸スポーツ映画祭2019年度の短編映像部門でコンペティション最優秀賞を受けている。『アイアムアヒーロー』で有名な漫画家である花澤健吾の作品『アンダーニンジャ』の主人公のアクション描写に全面協力をしている。2019年度よりアパレルブランドのDUFFER BLACK LABELは、URBAN UNIONのロゴを使った商品を展開し、その映像作品を制作している。

## 出演

### 映画
- 「忍びの国」出演およびコーディネート
- 「HiGH&LOW THE MOVIE」出演

### CM
- man with a mission「Change the World」MV出演
- 日立「ラクかるスティック 1.1kgラクかるでパルクール篇」WebCM出演・コーディネート
- ラストアイドル「愛を知る」MVアクション指導・コーディネート
- ORiN協議会「2020動画」出演
- フジテレビ「プロVS素人 超ハンデ対決！勝つのはどっち？」TV出演
- MY PROTEIN「URBAN UNION×MY PROTEIN」WebCM出演
- あまがさき観光局「ジョーのある町 尼崎 〜Parkour Amagasaki〜」PV出演
- 環境省「COOL CHOICE 宅配分できるだけ1回で受け取りませんか啓発MOVIE」パルクール配達編
- エアアジア「まってろ、アジア。」CM出演
- TOYOTA「C-HR /IZOA EV」出演
- Nintendo「New スーパーマリオブラザーズU デラックス」CM出演・コーディネート
- フォルクスワーゲン「Volkswagen UP!ALL NIGHT VOL.4」CM出演
- 宮城県登米市「登米無双2」CMコーディネート
- au「STOP!自転車ながらスマホ」CM出演
- スターフライヤー「everyone, has wings」CM出演
- 興和株式会社「キューピーコーワαドリンク」CMパルクール指導
- オリコカード「オリコカードとApple Payで支払いをすばやく楽しく」CM出演
- コロプラ「GO RIGHT ∞」出演
- P.S.FA × adidas「スポーツ×スーツ」WebPV出演
- Nikon「KeyMission360」WebPV出演
- TOYOTA「CROWN COOL or HOT」WebPV出演
- NEC「LaVie Hybrid ZERO」CM出演
- STUDIO696「NINJACKET Justice, Parkour Style」WebPV出演
- DESENTE「SKINS A200」CM出演
- SONY「東京ゲームショー/遊王戦」PV出演
- ガンホー「パズル&ドラゴンズ」CM出演
- ElectronicArts「ニードフォースピード・モストウォンテッド」PV出演
- PHILIPS KOREA「STYLE ESCAPE」PV出演
- THERMOS「スポーツボトル」CM出演
- SUPER SPORTS XEBIO「HEAT-X」CM出演
- MTV+GRAVIS「MTV HIGH GLIDIN’」PV出演
- ダンロップ「ル・マン・ファイブ」PV出演
- サッポロビール「ホワイトベルグ/no bitter Life編」CM出演
- アシックス商事「TEXY WX」PV出演
- 関西ペイント「100周年記念動画/いつもどこかで誰かのために」PV出演
- FANZA「TISSUE STORY」CM出演
- 「GRAMICCI×FREAKS STORE」PV出演

### MV
- 04 Limited Sazabys「Montage」出演・コーディネート
- SWANKY DANK「Amazing Dreams」出演
- The Floor「18」パルクール指導・コーディネート
- Gallants「Spaceship feat.Uffie」MV出演
- GLAY「デストピア/超音速デスティニー」出演
- スキマスイッチ「パラボラヴァ」ボディダブル/パルクールシーン監修
- 空想委員会「スターダストシグナル」出演
- ShuuKaRen「Take-A-Shot! feat.PKCZR」ボディダブル
- lol「boyfriend」出演
- AA=「WILL」出演
- nano「Be Free」出演
- 安室奈美恵「In The Spotlight」出演
- キュウソネコカミ「イキがいいのだ」出演

### 書籍
- eyescream「COLUMBIA BLACK LABEL」
- Tarzan 7月号 「RUDE」